# フィースト3/最終決戦
『フィースト3/最終決戦』（さいしゅうけっせん、原題：Feast 3: The Happy Finish）は、2009年のアメリカ映画。『フィースト2/怪物復活』の続編であり、同じくビデオ映画である。日本では『2』の公開の1週間後の2009年7月4日に劇場公開される。

## ストーリー
モンスターの襲撃により、テキサスの街は今や壊滅状態となっていた。わずかに生き残った者たちも脱出を試みるも、モンスターに取り囲まれて絶体絶命のピンチを迎える。そこへ、ひとりの男（ジョシュ・ブルー）が現れてモンスターを追い払い、生存者たちを脱出へ導くと言う。

## キャスト
| 役名                      | 俳優                         | 日本語吹替 |
| ------------------------- | ---------------------------- | ---------- |
| ハニー・パイ              | ジェニー・ウェイド           | 小林さやか |
| バイカー・クイーン        | ダイアン・ゴールドナー       | 唐沢潤     |
| バーテン                  | クルー・ギャラガー           | 佐々木梅治 |
| シークレット              | ハンナ・パットナム           | 恒松あゆみ |
| タット・ガール            | チェルシー・リチャーズ       |            |
| ティット・ガール          | メリッサ・リード             |            |
| グレッグ                  | トム・ギャラガー             | 大川透     |
| スラッシャー              | カール・アンソニー・ペイン   | 高木渉     |
| サンダー                  | マーティン・クレバ           | 後藤哲夫   |
| ライトニング              | フアン・ロンゴリア・ガルシア |            |
| ホボ                      | ウィリアム・プラエル         | 田中正彦   |
| シットキッカー            | ジョン・アレン・ネルソン     |            |
| ジャン=クロード・シーガル | クレイグ・ヘニングセン       |            |

字幕翻訳：加藤真由美 吹替翻訳：前田美由紀

## スタッフ
- 監督：ジョン・ギャラガー
- プロデューサー：マイケル・リー
- 脚本：パトリック・メルトン、マーカス・ダンスタン
- 撮影：ケヴィン・アトキンソン
- 衣装：ジュリア・バーソロミュー
- 音楽：スティーヴン・エドワーズ
- ヘアスタイリスト：マイケル・デイヴィス
- プロダクション・デザイン：エルマンノ・ディ・フェボ＝オルシーニ
- メイクアップ：マンディ・クレーン